# Estate

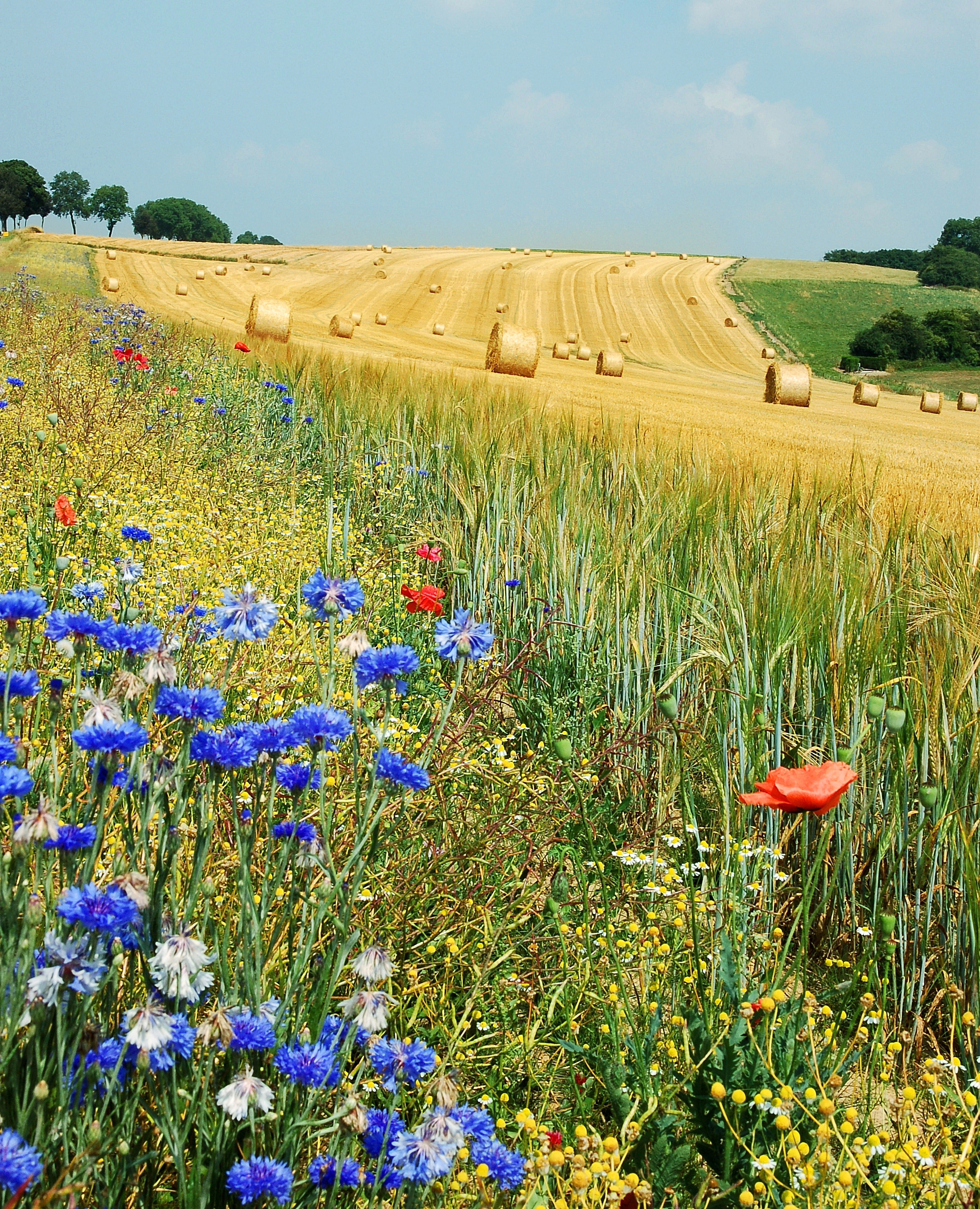
Paesaggio rurale in estate.

L'estate è una delle quattro stagioni in cui è diviso l'anno, segue la primavera e precede l'autunno.

## Estate astronomica

Le posizioni del Sole e della Terra nel corso delle stagioni.

Nell'emisfero boreale la stagione copre l'arco di tempo che va dal solstizio di giugno (21 giugno) fino al 20 settembre, prima dell'equinozio (21 settembre) che inaugura l'autunno. In Italia, tradizionalmente, l'estate inizia il 21 giugno. In questo periodo dell'anno il Sole, che ha raggiunto il punto più alto rispetto all'orizzonte, comincia una discesa che termina con il solstizio d'inverno. Le temperature raggiungono i loro livelli massimi, solitamente nel pieno della stagione. Ciò rende molto più rare le precipitazioni, causando anzi siccità e secchezza. Una conseguenza è rappresentata anche dalla maggior lunghezza del dì rispetto alla notte. Il caldo porta, in vari Stati, alla sospensione delle attività scolastiche: tale periodo è noto come "vacanza".
Nell'emisfero australe è invece detta "estate" la fascia temporale dal 21 dicembre al 20 marzo, ovvero quando nella parte alta del globo è in corso l'inverno. Qui ha una durata di 89 giorni, 90 nell'anno bisestile.
Attualmente l'estate boreale si trova in concomitanza con l'afelio e pertanto, a causa della maggiore distanza dal sole, riceve circa il 6,4% di irradiamento in meno rispetto all'estate australe. Malgrado ciò, l'estate boreale ha una temperatura media di circa 2,3 °C più alta rispetto all'estate australe, per vari motivi tra cui
- la minore velocità orbitale: quando la terra si trova nel punto più lontano dal sole impiega più tempo a percorrere la sua orbita, il che dilata il periodo estivo fino a circa 93 giorni rispetto all'estate australe che, per il motivo opposto, dura all'incirca 89 giorni;
- il fatto che l'emisfero settentrionale presenta una maggior componente di terre emerse, le quali vengono riscaldate più velocemente.

## Estate meteorologica

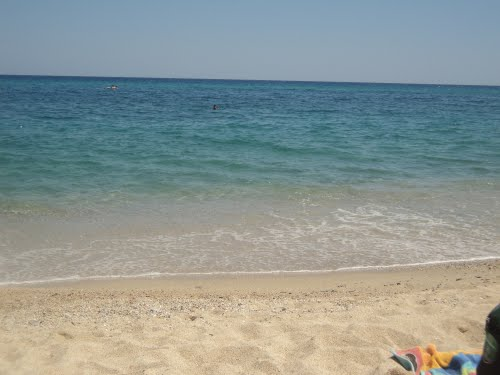
Uno scorcio marittimo: durante la stagione estiva, la spiaggia è una delle principali mete turistiche.

La meteorologia descrive invece l'estate come il periodo più caldo dell'anno, in opposizione all'inverno che è invece visto come il più freddo. In questo senso la stagione va dal 1º giugno al 31 agosto.

## Aspetto culturale

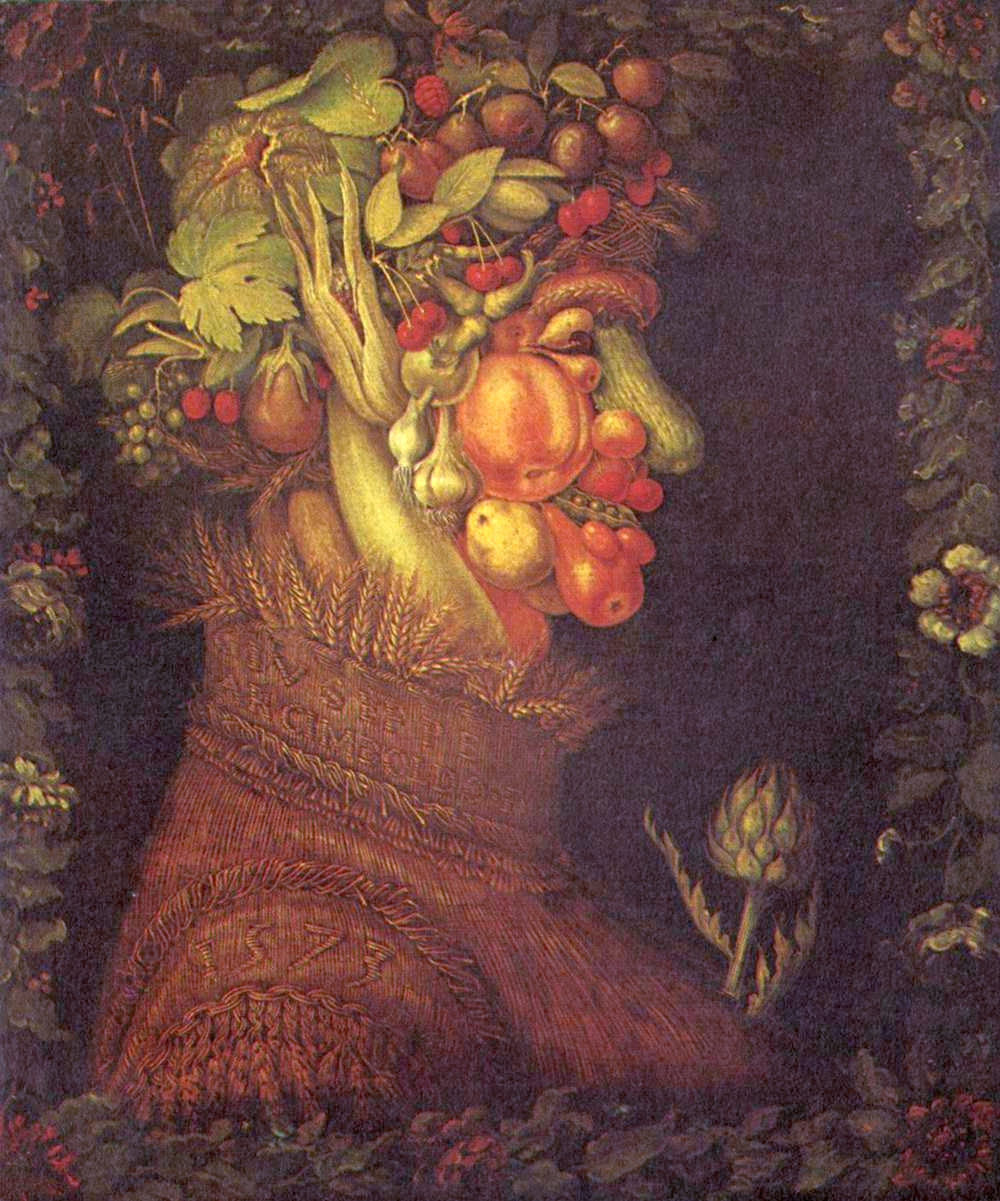
Estate, dipinto di Giuseppe Arcimboldo (Museo del Louvre, Parigi)

L'estate è vista come la stagione del gran caldo e delle vacanze. Concettualmente, tale periodo dell'anno può essere paragonato all'apice della vita e delle forze.
L'astrologia occidentale associa alla stagione i segni di Cancro, Leone e Vergine.
Tra i quattro elementi classici l'estate corrisponde al fuoco, tra le età della vita alla giovinezza, tra i punti cardinali al Sud, fra i temperamenti umorali al collerico, tra le parti della giornata al meriggio, tra le fasi dell'opera alchemica alla citrinitas.
Festività estive sono: la Notte di San Giovanni (celebrata a ridosso del solstizio), il giorno del Canada (1º luglio), il giorno dell'indipendenza americana (4 luglio), l'anniversario della presa della Bastiglia (14 luglio), la notte delle "stelle cadenti" o di San Lorenzo (10 agosto), il Ferragosto (15 agosto) e il Labor Day (ricorrente il primo lunedì di settembre). L'oroscopo colloca in estate i segni di Cancro (acqua), Leone (fuoco) e Vergine (terra).

## Etimologia
Il termine deriva dal latino aestas («calore bruciante»), mutato da aestus che come il greco aìthos significa calore.